# Tanisz
Tanisz (Τάνις), az ókori Dzsanet (a mai صان الحجر ān al-Ḥaǧar) görög neve. Egyiptomban, a Nílus deltájánál fekvő város. Korábban a hükszosz főváros, Avarisz, majd II. Ramszesz fővárosa, Per-Ramszesz állt a környéken.

## Fekvése
Az egykori Tanisz  városa a Nílus deltájának mára már eliszaposodott ágánál feküdt. 

## Története
Taniszt a XX. dinasztia uralkodásának végén alapították, a XXI. dinasztia idején pedig Egyiptom északi fővárosa lett. Ez volt Szmendésznek, a dinasztia alapítójának a szülővárosa. A XXII. dinasztia idején Tanisz Egyiptom politikai központjává vált (habár voltak ellenséges, Felső-Egyiptom más városaiban székelő rivális dinasztiák is). Fontos kereskedelmi és stratégiai város volt egészen a Manzala kiömléséig időszámításunk előtt a 6. században. Ez teljesen elpusztította a várost.
Főistenei Ámon, Mut és Honszu voltak – ugyanaz az istenháromság, akiket Thébában tiszteltek.

## Romjai
Számos templom, közöttük a legfontosabb az Ámonnak szentelt, amelynek belsejében I. Pszuszennész alakított ki egy királyi nekropoliszt. Itt kapott sírt számos XXI.-XXII. dinasztiabeli fáraó. Az építőanyagként felhasznált kövek többségét Per-Ramszeszből (ma: Qantir) hozták.